# Strade provinciali della provincia di Prato
Questo è l'elenco delle strade provinciali in provincia di Prato.
| Simbologia | Numerazione | Denominazione          | Percorso | Lunghezza (km) | Mappa  | Note                                                   |
| ---------- | ----------- | ---------------------- | --- | -------------- | ------ | ------------------------------------------------------ |
|            | SP1         | di Montepiano          | Innesto con la S.R. n. 325 a Montepiano - Risubbiani - Innesto con la S.P. n. 36 (FI) a Mangona                                                                            |                | [1]    |                                                        |
|            | SP2         | del Carigiola          | Innesto con la S.R. n. 325 a Mercatale - Luicciana - Santo Stefano - Cantagallo - Innesto con la S.P. n. 24 (PT) a Monachino                                               |                |        |                                                        |
|            | SP3         | dell'Acquerino         | |                |        |                                                        |
|            | SP4         | Nuova Montalese        | Maliseti - Bagnolo - Montemurlo - Innesto con la S.P. n. 5 (PT) alla Zona industriale Fornacelle                                                                           |                |        |                                                        |
|            | SP5         | Lucchese per Prato     | |                |        |                                                        |
|            | SP6         | Autostrada declassata  | Innesto con la A11 al casello "Prato est" - Prato - Zona industriale Via Galcianese - Vergaio - casello dell'A11 "Prato ovest" - Innesto con la S.P. n. 1 (PT) a Berlicche |                |        | Integrata in Strada statale 719 Prato-Pistoia nel 2018 |
|            | SP7         | di Iolo                | Iolo San Pietro - Caserana |                |        |                                                        |
|            | SP8         | Traversa Val d'Ombrone | Innesto con la S.R. n. 66 a Poggio a Caiano - Innesto con la Via Paronese a Fontanelle                                                                                     |                |        |                                                        |
|            | SP9         | di Comeana             | Stazione di Carmignano - Comeana - Innesto con la S.P. n. 11 a Poggio a Caiano                                                                                             |                | [9]    |                                                        |
| bis        | SP9bis      | variante di Comeana    | Innesto con la S.P. n. 9 a Comeana - Via Lombarda - Comeana - Innesto con la Via Macia a Comeana                                                                           |                | [9bis] |                                                        |
|            | SP10        | di Pietramarina        | Innesto con la S.P. n. 11 a Carmignano - Verghereto - Innesto con la S.P. n. 43 (PT) al Monte Pietramarina                                                                 | 6,500          | [10]   |                                                        |
|            | SP11        | Traversa di Carmignano | Innesto con la S.R. n. 66 a Poggio a Caiano - Innesto con la S.P. n. 10 a Carmignano                                                                                       | 5,000          | [11]   |                                                        |